# 신열대구

신열대구

신열대구(新熱帶區, Neotropic)는 남아메리카와 멕시코의 남부, 중앙아메리카, 카리브 제도로 이루어진 생물 지리구이다. 북부는 열대에 위치하며, 좁고 길다란 남부는 온대까지 걸쳐져 있다. 박쥐류를 제외한 23과의 포유류가 있다. 이 중 7과는 분포지역이 넓은데 비해 16과는 이 구역 고유의 동물이다. 빈치목(貧齒目)인 개미핥기·나무늘보·아르마딜로 등 3과의 분포는 거의 이 구에 한정되어 있다. 유대류인 케노레스테스과는 이 구의 특산종이다. 꼬리말기원숭이·비단털원숭이의 2과도 이 구에서 분화한 것이다. 견치류인 천축쥐류도 이 구에서 다양하게 특수화했는데, 천축쥐를 비롯하여 카피바라·파카라나·파카·친칠라 카프로미스 등이 그것이다. 박쥐류에도 피먹이박쥐를 비롯한 5과는 이 구에만 서식한다.